# Obecná čeština
Obecná čeština je nespisovná forma českého jazyka používaná obvykle v běžné ústní komunikaci. V lingvistice se definuje jako interdialekt používaný zejména v Čechách a na západní Moravě – původně jde o nářečí Čech. Liší se od spisovné češtiny, která je v neformálním hovoru většinou vnímána jako nepřirozená. Obecná čeština není kodifikována, a vyvíjí se proto rychleji a plynuleji než spisovný jazyk. Některé prvky obecné češtiny mohou časem proniknout do spisovné vrstvy jazyka. Mluvená forma spisovného jazyka, která má nejblíže k obecné češtině, se nazývá hovorová čeština. Slovník spisovné češtiny obsahuje i některé z výrazů obecné češtiny, které podle autorů začínají pronikat do spisovné vrstvy. 
Obecně česká nářečí se vyvíjela odchylně od ostatních již od 15. století. Mnohé oblasti Moravy a Slezska byly od českého inovačního centra izolovány, a tak do nich mnohé změny nepronikly. Dlouhou dobu byl za standard spisovné češtiny považován jazyk Bible kralické (1579–1594), který byl přijat i jazykovědci v době národního obrození (konec 18. století – 1. polovina 19. století). Mezitím se obecná čeština vyvíjela v mluvené podobě, zatímco literární jazyk upadal kvůli dominanci němčiny. Tyto snahy byly ukončeny v době národního obrození. Změny, které mezitím v mluveném jazyce v Čechách nastaly, nebyly přijaty, spisovný jazyk setrval v podobě literárního jazyka 15. a 16. století, částečně i proto, že změny nezasáhly všechna území České koruny.
Pod vlivem médií postupně pronikají obecně české prvky i do jiných nářečí (kde jsou stále vnímány jako cizí).

## Morfologie a fonologie
V tvarosloví a hláskosloví vykazuje obecná čeština oproti spisovné poměrně pravidelné odchylky, které jsou víceméně společné všem obecně českým nářečím:
1. Hláskosloví
  - é obvykle nahrazeno ý/í: malý město, plamínek, lítat;
  - ý (někdy i í) nahrazeno ej: malej dům, mlejn, plejtvat, bejt – tato změna se objevuje již v 15. století (původně psáno ay), kdy zanikl ve výslovnosti rozdíl mezi zadním ý a předním í (v písmu se rozdíl dochoval dodnes), změnu si patrně vyžádala potřeba odlišit ve výslovnosti chybějící ý od í[2];
  - náslovné (protetické) v- u základů slov začínajících o-: votevřít vokno – objevuje se již od 14. století;
  - vynechávání slabičného -l v zakončení příčestí minulého v mužském rodě: řek, moh, pích místo řekl, mohl, píchl;
  - zjednodušení souhláskových skupin a složitých souhlásek: když → dyž; jablko → japko; čtyři → štyry.
  - krácení samohlásek v některých koncovkách i v kmeni slov: Řikám Ti, že nemam čas. Musim utikat domu pomahat zednikum s tim lešenim, stahnout ho dolu.
2. Tvarosloví
  - unifikace koncovek v množném čísle přídavných jmen: malý lidi, malý ženy, malý města;
  - unifikace koncovky -ma v instrumentálu množného čísla: těma dobrejma lidma, ženama, chlapama, městama.

## Slovní zásoba
V lexiku se obecná čeština z větší části shoduje se spisovnou češtinou (ovšem s výše uvedenými hláskovými změnami: mlíko, vokurka, zatim), popř. s její hovorovou vrstvou: chleba, vyndá, knížka (oproti knižnímu chléb, vyjme, kniha). Tam, kde v národním jazyce existují synonyma odlišná svým územním rozšířením na západní a východní polovinu českého jazykového území (Čechy / Morava a Slezsko), užívá se výraz rozšířený v Čechách: z vesnice (ne z dědiny), sud (ne bečka), louže (ne kaluž), slánka (ne solnička), koukat (ne hledět), prodloužená v tanečních (ne kolona). Obecná čeština zahrnuje množství nespisovných výrazů, ale ne všechny nespisovné výrazy jsou součástí obecné češtiny – některé (např. zavazet, valit, lozit, rožnout) se vyskytují jen v jiných interdialektech (moravských, slezských).
Zatímco původně čerpala obecná čeština především z nářečí Čech, popř. z utvářející se městské mluvy (zejména pražské), tak dnes přijímá další výrazy z novodobých profesních, studentských či zájmových slangů a tato její nová vrstva se územně neomezuje jen na Čechy, nýbrž proniká na celé území českého jazyka. Typicky v ní přibývá neologismů, mnohé z nich vznikají univerbalizací (točeňák – točený salám, řidičák – řidičský průkaz, stavebko – stavební spoření apod.), abreviací (klimatizace – klíma, na internátě – na intru, retrospektivní – retro), integrací zkratek (esemeska, dývko, vecko) či hříčkami se slovotvorbou (debordelizace). Obecná čeština byla vždy významným kanálem přejímání cizích slov, dříve především z němčiny (kšeftovat), latiny (erár) či z francouzštiny (malér), nově hojně z angličtiny (smajlíci, hejtovat, kešky). Naopak z obecné češtiny mizí dříve běžná slova (chechtal se, šerádat / šárat, vysedne, lístky, fašírka), která jsou nahrazována spisovnějšími (smál se, plýtvat/plejtvat, vystoupí, jízdenky/vstupenky, sekaná).